# Heteropterys bahiensis
Heteropterys bahiensis är en tvåhjärtbladig växtart som beskrevs av Franz Josef Niedenzu. Heteropterys bahiensis ingår i släktet Heteropterys och familjen Malpighiaceae. Inga underarter finns listade i Catalogue of Life.